# 卡爾·勃蘭特
卡爾·勃蘭特（德語：Karl Brandt，1904年1月8日—1948年6月2日）是一位納粹德國時期的醫生與親衛隊官員。勃蘭特於1932年加入納粹黨，並於1934年8月間成為元首阿道夫·希特勒的隨行醫生。作為一名貝格霍夫的希特勒內層社交圈成員，勃蘭特於1939年獲得元首個人事務辦公廳主任菲力普·鮑赫勒的推薦成為《T-4安樂死行動》的計畫主持人之一，隨後又於1942年獲指派為帝國健康衛生主任委員（Bevollmächtigter für das Sanitäts- und Gesundheitswesen）。第二次世界大戰結束後，勃蘭特遭指控涉入納粹人體實驗與其他戰爭罪行，並於醫生審判中遭美國軍事法庭判決有罪，隨後於1948年6月2日在蘭茨貝格監獄遭絞刑處決。

## 早年生活
卡爾·勃蘭特於1904年1月8日出生在亞爾薩斯-洛林米盧斯（今屬法國上萊茵省），其父親是一名普魯士陸軍軍官。勃蘭特於1928年成為內科醫生，專長為腦部與脊椎損傷。他於1932年1月加入納粹黨，隨後於同年夏天首次見到希特勒。1933年，勃蘭特加入衝鋒隊；隔年7月29日又加入了親衛隊，並獲授「親衛隊下級突擊隊領袖」官銜。勃蘭特於1934年3月17日與當時的游泳選手安妮·雷赫朋結婚，隨後於同年8月間成為希特勒的隨行醫生。1935年10月4日，勃蘭特的兒子卡爾·阿道夫·勃蘭特（Karl Adolf Brandt）出生。

## 納粹德國生涯
1933年納粹德國政府頒布了《遺傳性缺陷後代防範法》，賦予遺傳健康法院對任何患有遺傳性缺陷的民眾進行強制絕育的權力；此時的勃蘭特便是負責對生理上或心理上患有遺傳性疾病者進行強制絕育或墮胎的執行醫生之一。只要沒有健康的亞利安種族胎兒被傷害，這些墮胎行為均屬合法。
1939年9月1日，勃蘭特與元首個人事務辦公廳主任菲力普·鮑赫勒兩人一同獲得希特勒任命為《T-4安樂死計畫》的負責人。1942年7月28日，他再度獲希特勒拔擢為帝國健康衛生主任委員（Bevollmächtigter für das Sanitäts- und Gesundheitswesen），此後直接聽命於元首一人，且在親衛隊中亦屢獲升遷；至1944年4月時，勃蘭特在一般親衛隊中已晉升至親衛隊集團領袖，在武裝親衛隊中則獲授親衛隊旅隊領袖的軍銜。1945年4月16日，勃蘭特因將家眷送出柏林以便向美軍投降而遭情治機關蓋世太保逮捕。經起訴後，勃蘭特遭軍事法庭判處死刑，隨後便被送往基爾等待行刑。5月2日，勃蘭特在希特勒自殺後接掌政權的卡爾·鄧尼茨的命令下獲釋，但隨即於同月23日遭英軍逮捕。

## 醫學倫理
勃蘭特的醫學倫理，特別是對安樂死的看法受到了其導師、德國精神科醫師阿爾弗雷德·霍荷的影響。與當時許多德國醫生一樣，勃蘭特認為社會整體的健康應該優先於個人健康；這種理論將社會視為一個需要接受治療的有機體，因此體弱多病、無勞動能力或患有不治之疾的社會成員應該被消滅以維持社會整體的健康。因此在這樣的前提下，這些倒楣的生物應該獲得「慈悲的死亡」（Gnadentod）的待遇。除此之外，勃蘭特在醫生審判中為自己的行為做出辯解，聲稱：「...任何個人的倫理準則均須為戰爭做出讓步。」  美國歷史學家霍爾斯特·弗雷哈佛（Horst Freyhofer）認為在沒有勃蘭特的同意下，惡名昭彰的納粹醫生們極不可能擅自進行這些殘忍且特異的醫學實驗。在安樂死行動尚處於初始計劃階段時，勃蘭特曾與希特勒討論過多種不同的殺人方法；希特勒曾問勃蘭特：「哪種方法是最人道的？」，勃蘭特的回答是使用一氧化碳毒氣，而希特勒亦予以同意，同時指示勃蘭特與其手下的醫生準備進行大規模屠殺。

## 內層社交圈的生活

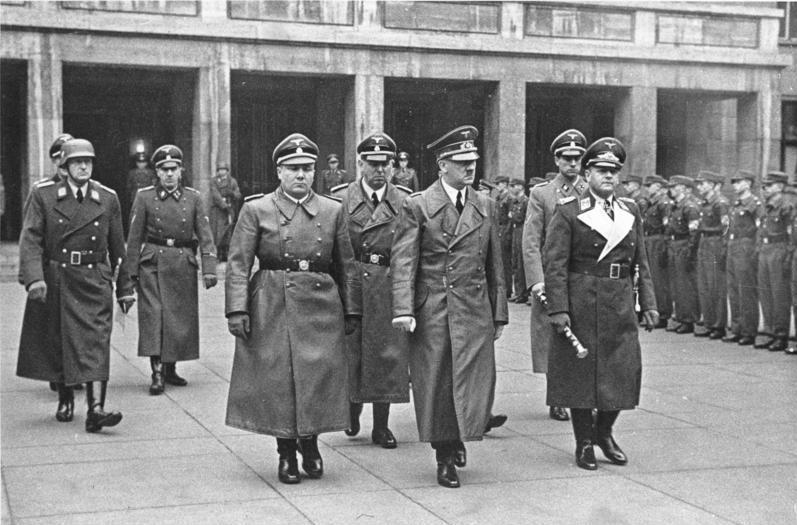
勃蘭特（右二）、希特勒與馬丁·鮑曼等人。

卡爾·勃蘭特與其妻子均是希特勒在貝格霍夫的內層社交圈的成員。這個不易進入的團體構成了希特勒事實上的家庭生活圈；除勃蘭特與其妻子外，其成員尚有希特勒的情婦伊娃·布朗、帝國軍備部長亞伯特·史佩爾與其妻子、希特勒的私人醫生西奧多·莫雷爾、元首個人秘書馬丁·鮑曼、希特勒的個人攝影師海因里希·霍夫曼 (摄影师)以及其他隨從與秘書。勃蘭特與史佩爾是相當要好的朋友，兩人常一起討論專業技術人員對於政治的看法。勃蘭特認為除去無用與殘疾的人民對社會健康有所助益，而史佩爾對於調遣集中營勞工用於建造工程計畫一事亦有著類似的看法。作為內層社交圈的一員，勃蘭特在貝格霍夫附近購有一處居所。在他的回憶錄裡，史佩爾描述了希特勒內層社交圈令人麻木的生活形態；眾人經常被迫整晚熬夜聆聽希特勒重複不斷的個人言論或一成不變的音樂。儘管勃蘭特與希特勒個人關係相當緊密，但後者在獲悉前者於戰爭末期時將安妮與其子送往美軍前線以免被蘇聯軍隊俘虜時仍怒不可遏。勃蘭特遭蓋世太保逮捕並判刑後本該送往基爾處決，但在親衛隊全國領袖海因里希·希姆萊與亞伯特·史佩爾等人的極力干涉與卡爾·鄧尼茨的直接赦免令下才得以逃過一劫。

## 審判與處決

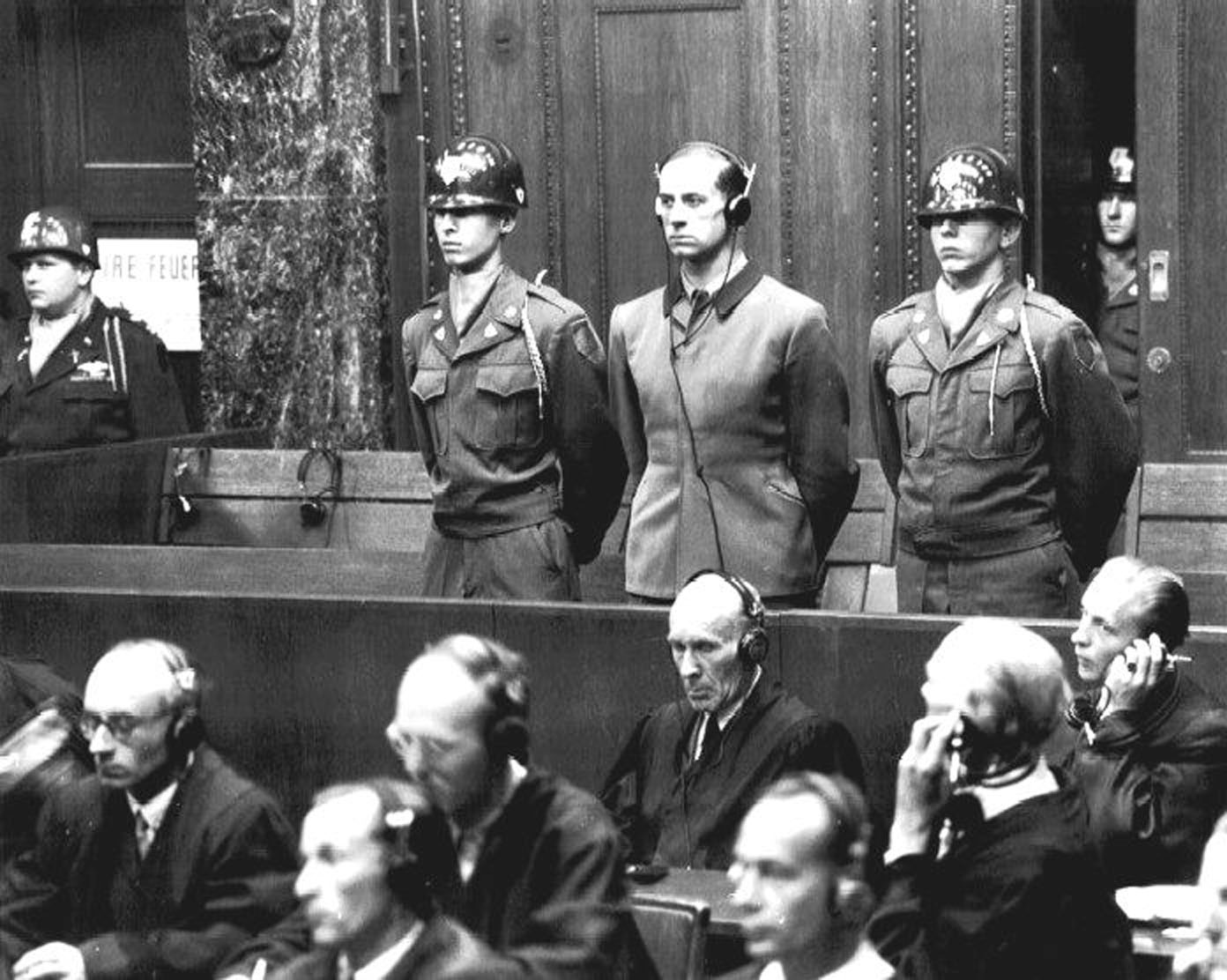
1947年8月20日，美軍軍事法庭上的卡爾·勃蘭特。

第二次世界大戰結束後，勃蘭特與其他22位納粹德國醫療從業人員因涉入納粹人體實驗與其他反人道罪行而於德國紐倫堡司法宮接受美軍軍事法庭審判。該場審判的正式名稱為《美利堅合眾國訴卡爾·勃蘭特等人案》（United States of America v. Karl Brandt, et al.），一般通稱為「醫生審判」。勃蘭特遭檢方指控犯下四項罪名：
1. 密謀實行戰爭罪與反人道罪，如第二項與第三項所述；
2. 戰爭罪：對戰俘與佔領區平民，在未獲得其允諾情形下實施人體醫療實驗；實驗過程中，被告復犯有謀害、殘殺、殘忍虐待、實施酷刑等非人道行為。被告亦參與策劃或實行對戰俘、佔領區平民與認定為年邁、瘋狂、患有不治之疾、身體殘疾者之大規模屠殺，並以毒氣、致命注射與其他不同安養之家或醫療院所實行之各異手段為之，同時參與實行安樂死計畫與對集中營囚犯之屠殺。
3. 反人道罪：對德國公民實施第二項所述之各種情事。
4. 參與犯罪組織，即親衛隊。

此外，檢方還指出勃蘭特因參與瘧疾病毒、芥子毒氣、胺苯磺醯胺的保存工作；骨頭、肌肉與神經的移植手術；強迫病患飲用海水、強迫絕育與進行斑疹傷寒人體實驗等犯罪行為而負有特別刑事責任。
1947年8月19日，勃蘭特的辯護律師羅柏特·塞瓦修斯在進行開場陳辯後，法庭隨即宣判勃蘭特就第二項至第四項罪名為有罪；連同其他六名被告，勃蘭特遭判絞刑處決，隨後於翌年6月2日在蘭茨貝格監獄行刑。另有九名被告遭判十五年有期徒刑至終身監禁不等的刑期，餘下七名被告則獲判無罪。
臨刑前，勃蘭特曾說道：「站在絞刑台上並不可恥。這根本就是政治報復。我已盡心盡力為祖國與前人服務...」，但話未說完即遭行刑人員打斷。

### 引用
1. ↑  Ben-Amos, Batsheva. .   [10 November 2014]. （原始内容存档于2016-03-04）.
2. 1 2 3 4 5 6 7  Hamilton 1984，第138頁.
3. ↑  Schmidt: Hitlers Arzt, Berlin 2009, ISBN 978-3-351-02671-4
4. ↑  Lifton, Robert Jay. . United States: Basic Books. 1986: 114  [2013-03-23]. ISBN 0-465-04905-2. （原始内容存档于2014-06-21）.
5. 1 2 3  Joachimsthaler 1999，第296頁.
6. ↑  1935: Das Gesetz zur Änderung des Gesetzes zur Verhütung erbkranken Nachwuchses （页面存档备份，存于） führt eine von der nationalsozialistischen Haltung zu Eugenik und Sterilisation motivierte Option auf Schwangerschaftsabbruch bei einer zu Sterilisierenden (Sechs-Monats-Fristenregelung) ein. Formale Bedingung für eine straffreie Abtreibung war unter anderem die „Einwilligung der Schwangeren“; in der Praxis dürften die Wünsche und Vorbehalte von als „minderwertig“ definierten Frauen allerdings oft missachtet worden sein.
7. ↑  Thompson, D.: The Nazi Euthanasia Program （页面存档备份，存于）, Axis History Forum, March 14, 2004. URL last accessed April 24, 2006.
8. ↑  Götz Aly, Peter Chroust, and Christian Pross, eds., Cleansing the Fatherland: Nazi Medicine and Racial Hygiene (Baltimore: Johns Hopkins University Press, 1994), p. 76.
9. ↑  Lifton (1986). The Nazi Doctors: Medical Killing and the Psychology of Genocide, p. 64
10. ↑  Horst Freyhofer, Nuremberg Medical Trial (New York: Peter Lang Publishing, 2004), 51.
11. ↑  NARA, RG 238: Interrogation of Karl Brandt, 01 October 1945 p.m., p. 7. As found in Origins of Nazi Genocide: From Euthanasia to the Final Solution by Henry Friedlander (Chapel Hill: University of North Carolina Press, 1997), p. 86.
12. ↑  Lifton, (1986) The Nazi Doctors: Medical Killing and the Psychology of Genocide, p. 115.
13. ↑  National Archives and Records Administration, Records of the United States Nuremberg War Crimes Trials, 15 vols. See vol 1 and 2, Karl Brandt: The Medical Case (Washington DC: National Archives and Records Service, 1951-1952).
14. ↑   (PDF). U.S. Library of Congress.   [2017-08-11]. （原始内容存档 (PDF)于2017-02-28）.
15. ↑  Annas, George J. . United States: Oxford University Press. 1995: 106  [2015-03-03]. ISBN 0-19-507042-9. （原始内容存档于2015-07-13）.